# شاي مثلج

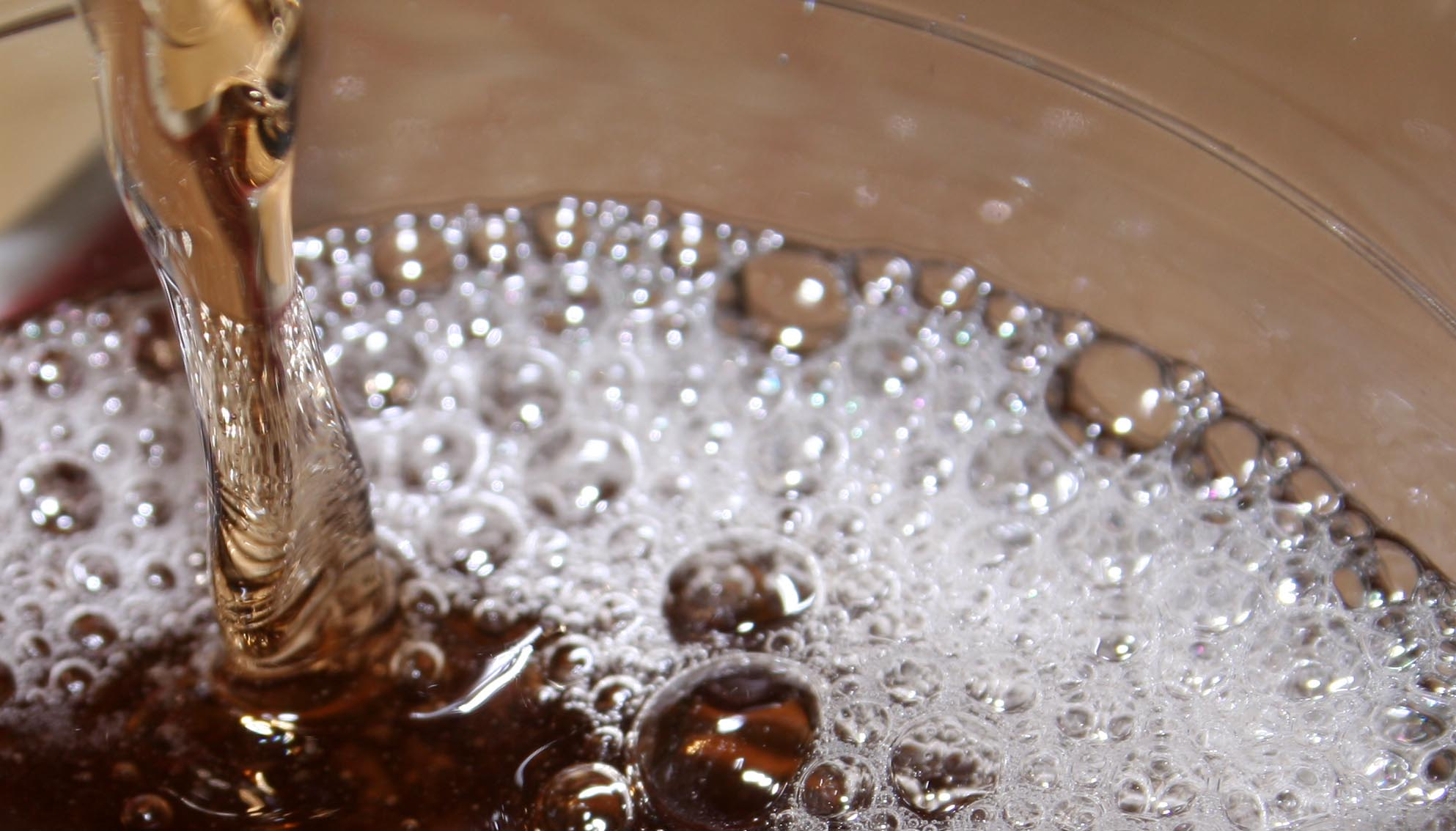
سكب الشاي المثلج.

الشاي المثلج (بالإنجليزية: Iced tea)‏ هو نوع من الشاي البارد، يحفظ عادة في الزجاج فوق الثلج. قد تكون أو قد لا تكون مُحلاة.

## النكهات المختلفة
الشاي المثلج منتشر أيضا على شكل مشروب معلب وقد يكون بنكهة الليمون أو الدراق أو التوت أو الكرز أو خليطًا منهم.